# Hélder Cristóvão
Hélder Marino Rodrigues Cristóvão (Luanda, 21 marzo 1971) è un allenatore di calcio ed ex calciatore angolano naturalizzato portoghese, di ruolo difensore, tecnico del Penafiel.

## Caratteristiche tecniche
Hélder ha giocato come difensore ed è stato schierato, solitamente, in posizione centrale.

## Carriera

### Club
Hélder ha attirato su di sé l'interesse dell'Estoril Praia, con cui è rimasto fino al trasferimento al Benfica, avvenuto nel 1992. È rimasto con i Lampiões fino al 1996.
A gennaio 1997, infatti, è stato acquistato dal Deportivo La Coruña. Nel campionato 1999-2000, ha fatto parte della rosa del Newcastle United, arrivato in prestito dal Depor. Con i Magpies, ha totalizzato dodici presenze e una rete.
All'età di trentuno anni, è tornato al Benfica e vi è rimasto finché non ha firmato un contratto con il Paris Saint-Germain, nel 2004. Ha giocato l'ultima stagione della sua carriera in Grecia, al Larissa.

### Nazionale
Con il Portogallo, Hélder è sceso in campo in trentacinque occasioni e ha siglato tre reti. Ha debuttato il 12 febbraio 1992, in una vittoria per due a zero sui Paesi Bassi, in una gara amichevole. L'ultima partita, invece, è stata quella della sconfitta per quattro a zero con la Francia, a Parigi, il 25 aprile 2001, sempre in amichevole. Ha fatto parte dei convocati per il campionato d'Europa 1996.

## Palmarès

### Club
- Coppa di Portogallo: 3

Benfica: 1992-1993, 1995-1996, 2003-2004
- Campionato portoghese: 1

Benfica: 1993-1994
- Campionato spagnolo: 1

Deportivo La Coruña: 1999-2000
- Supercoppa di Spagna: 1

Deportivo La Coruña: 2000